# إلين فاين (كاتبة)
إلين فاين (بالإنجليزية: Ellen Fein)‏ هي كاتِبة أمريكية، ولدت في 1958 في الولايات المتحدة.

## وصلات خارجية
- إلين فين على موقع IMDb (الإنجليزية)